# Earth: Making of a Planet
Earth: Making of a Planet (Jorden: En planets tilblivelse (título na Dinamarca), Föld születik: 4.5 milliárd év egyenes adásban (título na Hungria), Jorden: En planet skapes (título na Noruega) ou Jorden: en planets uppbyggnad (título na Suécia)) é um documentário mostrando a história do planeta Terra, de rochas e poeira até o nosso atual planeta, começando há 4,5 bilhões de anos. Explica a colisão da Terra com Theia, a criação do oxigênio, a extinção dos dinossauros e a evolução humana.

## Créditos

### Dirigido por
- Yavar Abbas[4]

### Escrito por
- Billie Pink[4]

### Elenco por
- Reg E. Cathey[4]

### Produzido por
- Yavar Abbas[4]

- Stuart Carter (executivo)[4]

- Alan Handel (executivo)[4]

### Música por
- Ty Unwin[4]

## Indicação
| Ano  | Programa/Concurso | Categoria                      | Indicados                             | Resultado |
| ---- | ----------------- | ------------------------------ | ------------------------------------- | --------- |
| 2011 | Gemini Award      | Melhor Documentário do History | Yavar Abbas Alan Handel Stuart Carter | Indicado  |